# Akif
Akif è una serie televisiva drammatica turca composta da 13 episodi, distribuita sul servizio di streaming tabii il 7 maggio 2023, con protagonisti Fikret Kuşkan e Özge Borak.

## Episodi
| Stagione       | Episodi | Pubblicazione Turchia | Pubblicazione Italia |
| -------------- | ------- | --------------------- | -------------------- |
| Prima stagione | 13      | 2023                  | inedita              |

## Personaggi e interpreti
- Mehmet Âkif Ersoy, interpretato da Fikret Kuşkan.
- İsmet Hanım Ersoy, interpretata da Özge Borak.
- Tevfik Fikret, interpretato da Adnan Biricik.
- Robert Frew, interpretato da Ertan Saban.
- Neyzen, interpretato da Okday Korunan.
- Eşref Edip, interpretato da Erdem Akakçe.
- Cemile, interpretata da Gökçe Akyıldız.
- Neriman, interpretata da Sümeyye Aydoğan.
- Mithat Cemal, interpretato da Taner Ertürkler.
- Cevdet, interpretato da Taha Baran Özbek.
- Haluk, interpretato da Emre Bey.
- Feride, interpretata da Şifanur Gül.
- Süheyla, interpretata da Sevgi Temel.
- Bedia, interpretata da Merve Ateş.
- Arben Akış.
- Belinay Dursun.
- Cezmi, interpretato da Yusuf Aytekin.
- Ömer Rıza, interpretato da Yusuf Eker.
- Hüseyin Cahit, interpretato da Murat Karak.
- Ercüment Fidan.
- Eda Özel.
- Rıza Tevfik, interpretato da Tayfun Şengöz.
- Dilara Gül Demiral.

## Produzione
La serie è diretta da Selahattin Sancaklı, scritta da Uğur Uzunok, Nurullah Sevimli e Tacettin Girgin e prodotta da Kirli Kedi.

### Riprese
Le riprese sono state effettuate nei mesi di ottobre e novembre 2021 a İzmit, in provincia di Kocaeli.